# Wilder Shores
Wilder Shores è l'ottavo album in studio di Belinda Carlisle pubblicato il 29 settembre 2017.
Album pop mantra di brani kundalini, cantati da Belinda con un sound pop/new age.
Secondo album sperimentale per Belinda, dopo Voilà, che si discosta nettamente dalla sua precedente produzione musicale prevalentemente ispirata al pop inglese.

## Tracce
1. Adi Shakti – 7:19
2. Ek Ong Kar Sat Gur Prasad – 6:31
3. Light of My Soul – 4:29
4. Rakhe Rakhan Har – 4:50
5. Har Gobinday – 5:59
6. Humee Hum Brahm Hum – 4:44
7. Aad Guray Nameh – 5:05
8. Long Time Sun – 2:29
9. Heaven Is a Place on Earth (acoustic version) – 4:01